# 以久科站
以久科站（日语：／ Ikushina eki */?）是位於北海道斜里郡斜里町字以久科南，日本國有鐵道（國鐵）的根北線車站（廢站）。隨著根北線廢線，車站在1970年（昭和45年）12月1日廢除。

## 歷史
- 1957年（昭和32年）11月10日 - 根北線開通，此站啟用[1]。當時為一般車站。
- 1958年（昭和33年）8月20日 - 成為無人車站[1]。結束處理貨物和行李。
- 1970年（昭和45年）12月1日 - 根北線全線廢除，此站也廢除[2]。

## 現況
廢站後，曾經作為車站大樓和官舍的地方變成農地的一部分。上述兩座建築物在1998年（平成10年）拆毀。現時，只剩下前往車站的通道。

## 站名的由來
車站名稱取自所在地名。地名源自阿伊努語的「エクシナペッ（e-kusna-pet）」，其意思是「那裡、穿越、河流」，又或是原自阿伊努語的「イクシナペッ（i-kus-na-pet）」，其意思是「那裡、在另一邊、一方、河流」。

## 相鄰車站
日本國有鐵道
根北線
斜里－以久科－西二線臨時乘降場－下越川

## 注腳
1. 1 2  《鉄道百年の歩み》 p. 94
2. ↑  《鉄道百年の歩み》 p. 103
3. ↑   (PDF). アイヌ語地名リスト. 北海道 環境生活部 アイヌ政策推進室. 2007  [2017-10-20]. （原始内容 (PDF)存档于2018-04-17） （日语）.